# Egan
Egan és una població dels Estats Units a l'estat de Dakota del Sud. Segons el cens del 2000 tenia 265 habitants.

## Demografia
Segons el cens del 2000, Egan tenia 265 habitants, 111 habitatges, i 67 famílies. La densitat de població era de 146,2 habitants per km².
Dels 111 habitatges en un 34,2% hi vivien nens de menys de 18 anys, en un 47,7% hi vivien parelles casades, en un 7,2% dones solteres, i en un 39,6% no eren unitats familiars. En el 34,2% dels habitatges hi vivien persones soles el 13,5% de les quals corresponia a persones de 65 anys o més que vivien soles. El nombre mitjà de persones vivint en cada habitatge era de 2,39 i el nombre mitjà de persones que vivien en cada família era de 3,15.
Per edats la població es repartia de la següent manera: un 26,8% tenia menys de 18 anys, un 7,2% entre 18 i 24, un 28,7% entre 25 i 44, un 24,9% de 45 a 60 i un 12,5% 65 anys o més.
L'edat mediana era de 36 anys. Per cada 100 dones de 18 o més anys hi havia 110,9 homes.
La renda mediana per habitatge era de 26.979 $ i la renda mediana per família de 30.000 $. Els homes tenien una renda mediana de 25.357 $ mentre que les dones 17.188 $. La renda per capita de la població era de 13.392 $. Entorn de l'1,4% de les famílies i el 5,7% de la població estaven per davall del llindar de pobresa.

## Poblacions més properes
El següent diagrama mostra les poblacions més properes.